# Biblioteca Labronica
La Biblioteca Labronica, intitolata a Francesco Domenico Guerrazzi, è la principale biblioteca pubblica di Livorno e centro del sistema bibliotecario livornese.

## Storia
Le origini vanno ricercate nell'Accademia Labronica fondata da Giuseppe Vivoli nel 1816 allo scopo di promuovere le lettere, le scienze e le arti a Livorno.
I soci fondarono una prima biblioteca, che nella prima metà dell'Ottocento contava già 7.000 volumi; essa fu aperta al pubblico e successivamente, dopo la metà del secolo, fu donata al Comune ed ingrandita.

## Patrimonio
Qui si trova una ricca collezione di autografi (come quelli di Giacomo Leopardi e Galileo Galilei), manoscritti (ad esempio di Ugo Foscolo) e antichi volumi stampati a Livorno sin dal XVII secolo; in particolare merita di essere ricordata l'edizione dell'Encyclopédie, stampata dal 1770 presso l'antico Bagno dei forzati.
Nel tempo la biblioteca si è arricchita grazie ai notevoli lasciti, come quelli della famiglia Bastogi, che nel 1923 donò al Comune la vasta collezione di autografi nota come "Autografoteca Bastogi". Della Collezione Bastogi fa parte anche il Fondo Guido Corsini.

## Sedi
La biblioteca è suddivisa in diverse sedi, la cui principale Villa Fabbricotti.

### Villa Fabbricotti
Dal secondo dopoguerra, quella di maggior prestigio è l'antica Villa Fabbricotti, nei cui magazzini sono conservati 120.000 libri, 1.500 manoscritti e 60.000 autografi.
Nel parco della villa si trova anche la Biblioteca dei Ragazzi con circa 14.000 libri utili alla formazione degli utenti di giovane età.

### Bottini dell'olio
Al primo piano dei Bottini dell'olio, nel quartiere della Venezia Nuova, trovarono collocazione le pubblicazioni edite dal 2000; il complesso dispone di circa 2.000 metri quadri di superficie ed è stato completamente rinnovato tra il 2013 e il 2014, nell'ambito della costruzione di un nuovo polo museale.
Nei pressi dei Bottini, in via del Toro, ha sede l'Emeroteca, dove possono essere consultati 750 periodici correnti e 3.200 periodici del passato, alcuni dei quali settecenteschi; i magazzini hanno uno sviluppo lineare di circa 6 chilometri.

### Villa Maria
Per diversi anni i fondi di storia locale trovarono collocazione negli ambienti di Villa Maria; tuttavia, a causa di alcuni lavori di adeguamento funzionale dell'edificio, il materiale fu depositato presso la Villa Fabbricotti. Al 2013 la villa è stata riaperta dopo un lungo restauro e ha ospitato, tra l'altro, i fondi dei Bottini dell'olio durante i lavori di restauro che hanno interessato l'antico magazzino della Venezia Nuova.
Dal 13 gennaio 2018 ospita un centro di documentazione sulle arti dello spettacolo.